# Гессельбю-горд (станція метро)
59°22′01″ пн. ш. 17°50′40″ сх. д. / 59.366944° пн. ш. 17.844444° сх. д.
«Гессельбю-горд» (швед. Hässelby gård) — станція Зеленої лінії Стокгольмського метрополітену, обслуговується поїздами маршруту Т19. Відстань до станції «Слюссен» становить 17,7 км. Пасажиропотік станції у будні дні — 5 800 осіб (2019).

## Історія
Тимчасова станція «Гессельбю-горд» була відкрита 1 листопада 1956 року, як західна кінцева, продовження від станції «Веллінгбю». 
15 жовтня 1958 року відкрита сучасна станція, а 18 листопада 1958 року лінія була продовжена далі на захід — до станції «Гессельбю-странд». 
У 2011 році на станції проведений капітальний ремонт.
Розташування: мікрорайон Гессельбю-горд, що є частиною району Гессельбю-Веллінгбю на заході міста Стокгольм.
Конструкція: відкрита естакадна станція з однією острівною прямою платформою.